# Баклунов Борис Семенович
Борис Семенович Баклунов (нар. 1913 — пом. ?) — радянський футбольний арбітр (представляв Ташкент), спортивний журналіст. Суддя всесоюзної категорії (1959). Перший в Узбекистані футбольний суддя всесоюзної категорії.
Як головний суддя провів 6 матчів у вищій лізі СРСР (1960—1963), в яких призначив три пенальті.
Автор звітів з футбольних матчів і статей, зокрема в газетах «Правда Востока» (Ташкент) і «Советский спорт» (Москва), співавтор футбольних програмок до матчів «Пахтакора».